# Sotalol
Sotalol je neselektivni beta blokator koji ujedno produžuje trajanje akcijskog potencijala blokirajući repolarizacijsko ulaženje kalijevih iona u stanice srčanog mišića i koji takoder pokazuje antiaritmicne sposobnosti klase III jer takoder inhibira Kaliumkanale.
Sotalol je medikamenat koji se upotrebljava za poremecaje ritma srca i za terapiju pre visokoga tlaka kod nekih individua.
Radi te dualne akcije Sotalol produzuje PRinterval i QT interval.
Sotalol je pronaden 1960 i u 1980im godinama je bio upotrebljen kao β-bloker. Svoje antiaritmicno djelovanje je bilo pronadeno tek puno kasnije.
Radi te dualne akcije Sotalol je cesto koristen prije od drugih β-blokera kao terpija kod ventrikularne fibrilacije i kod ventrikularne tahikardije.
Ima evidencije da Sotalol ne bi se trebao upotrebljavati u sklopu snizene ejekcijske frakcije radi povecanja rizika smrti.
Tokoder se predlozilo da ga se upotrebljava u sklopu atrijalne fibrilacije.
1 Indikacije
1.1 Ventrikularna Fibrilacija i Tachykardia
2 Mehanizam djelovanja 
2.1 β-Blocker-Akcija
2.2 Tip III Antiaritmicna akcija

## Djelovanje
Pošto je sotalol kiralni spoj on ima dva optička izomera, d-sotalol i l-sotalol. Razlikuju se po tome što d-sotalol ima vrlo slabu beta-blokirajući aktivnost, dok oba izomera podjednako blokiraju kalijeve kanale. Sotalol se u kliničkoj praksi rabi kao racemična smjesa. Sotalol produžuje akcijski potencijal stanice srčanog mišića, smanjuje automativnost srca, usporava provođenje i povećava neosjetljivost AV čvora, dok u vlaknima s brzim akcijskim potencijalom ne usporava provođenje. Sve navedeno govori u prilog uporabi sotalola u različitim atrijskim i ventrikularnim aritmijama. Velik broj istraživanja pokazuje pozitivne učinke sotalola na preživljavanje, te bolju ili jednaku učinkovitost spram drugih antiaritmika. Važno je istaći važnost činjenice da ovaj lijek blokira i beta receptore - učinkovitost samo d-sotalola je lošija nego kombinacije d- i l-sotalola.
Ventrikularna fibrilacija i ventrikularna tahikardija je nekontolirana i asinkrona serija kontrakcije klijetka sto resultira u slaboj srcanoj ejekcijskoj frakciji.
Cesto je asociirana s faktorima koje utjecu elektricni signal za kontrakciju i uzrokuji preranu kontrakciju prije relaksacije.
Ventrikularna tahikardija je cesto asociirana s ventrikularnom fibrilacijom i nenormalnom visokom frekvenciji kontrakcije klijetke sto cesto rezultira od povecanog intracellularnog kalcija. To povecanje u citosolksom kalciju dovodi povecanog otpusta kalcija iz sarkoplasmaticnok retikuluma sto povecava frekvenciju kontrakcija jer visak kalcija dovodi do vise interakcije filamenta misicne stanice. 
Tip III antiaritmicki Sotalol takoder djeluje na kalium kanale i uzrokuje produljenje relksacije klijetka. Kroz blokiranje tih kalium kanala Sotalol inhibira K+ ikorak K iona iz stanice sto rezultira u povecanju vremena prije nego elektricni signal moze biti generiran u miocitima klijetka.
To povecanje periode prije nego novi signal za kontrakciju moze biti generiran pomaze korigirati aritmije kroz snizenje potencijala za prerane i abnormalne kontrakcije klijetke ali takoder produzuje frekvencu ventrikularne i pomaze terapiji tahikardije.

## Primjena
Ključna pojedinost sotalola jest da se on koristi isključivo kao antiaritmik. Sotalol se koristi u liječenju tahikardija AV čvora, supraventrikulskih tahikardija u sklopu WPW sindroma, paroksizmalnih fibrilacija atrija, teških simptomatskih, malignih i nemalignih tahikardijskih ventrikulskih poremećaja srčanog ritma te hipertenzije i koronarne srčane bolest udružene s gore navedenim poremećajima srčanog ritma. Djelotvorna dnevna doza iznosi 160 mg.

### Nuspojave
Sotalol se ne bi smio koristiti u slučajevima srčane insuficijencije (III. i IV. stupnja), šoka, AV bloka II. i III. stupnja, SA bloka, sindroma bolesnog sinusa, bradikardije (<50 otkucaja u minuti), prethodno postojećeg produljena QT intervala, hipokalijemije, hipotenzije, uznapredovanih stadija poremećaja periferne cirkulacije, opstrukcijske plućne bolesti (npr. bronhijalna astma), metaboličke acidoze, edema glotisa i teškog alergijskog rinitisa te u bolesnika koji u anamnezi imaju infarkt miokarda ili slabu ventrikulsku funkciju, te su izloženi većem riziku pogoršanja aritmije.
Poseban je oprez potreban u dijabetičara, osoba koje nose kontaktne leće, bolesnika s oštećenom bubrežnom funkcijom, psorijazom i osoba sklonim alergijama.
Moguće nuspojave jesu umor, vrtoglavica, slabost, glavobolja, parestezije i osjećaj hladnoće u ekstremitetima. Sotalol je kao i većina drugih antiaritmika ujedno proaritmogen, tj. i sam može izazvati aritmije, osobito u bolesnika s poremećajem srčanog ritma koji ugrožava život i s ograničenom funkcijom lijevog ventrikula.